# A Year Without Rain
A Year Without Rain je drugi glasbeni album ameriške glasbene skupine Selena Gomez & the Scene. Album je izšel 17. septembra 2010 preko založbe Hollywood Records. Glasbena skupina je ponovno sodelovala s producenti, s katerimi je ustvarila svoj debitantski glasbeni album, Kiss & Tell, kot so duet Rock Mafia (Tim James in Antonina Armato), Fefe Dobson, Toby Gad in skupina Superspy. Prvič so sodelovali s Kevinom Rudolfom, Katy Perry, Jonasom Jebergom in skupino RedOne. Zaradi uspeha njihovega drugega singla, »Naturally« je album vseboval več dance-pop zvrsti od prejšnjega, bolj pop rock albuma. Veliko zvokov so ustvarili z auto-tuneom, album sam pa je elektropop album z elementi dancehalla, techna in R&B-ja. Selena Gomez je povedala, da je večina pesmi z albuma posvečena njihovim oboževalcem, saj je želela, da bi imela njena glasba več melodije in močnejše besedilo. Besedilo govori o ljubezni, svobodi in veselju do življenja v tem trenutku.
Albumu so glasbeni kritiki dodelili v glavnem pozitivne ocene, saj naj bi bil veliko boljši od njihovega prejšnjega albuma. Album A Year Without Rain je debitiral na četrtem mestu ameriške lestvice s 66.000 prodanimi izvodi v prvem tednu od izida. Še pred izidom albuma sta izšla dva singla, »Round & Round« in »A Year Without Rain«; oba singla sta zasedla eno izmed prvih štiridesetih mest na ameriški glasbeni lestvici. Januarja 2011 je album prejel zlato certifikacijo s strani organizacije RIAA. Do avgusta 2011 je album A Year Without Rain prodal 658.000 izvodov v Združenih državah Amerike.

## Ozadje in razvoj
V intervjuju z MTV News februarja 2010 je glavna pevka glasbene skupine, Selena Gomez, o prihajajočem albumu povedala: »Glasba je malce drugačna - starejša - in bolj reggae.« Selena Gomez je dejala tudi, da ni prepričana, če si lahko lasti zasluge za napisana besedila, saj ni želela pritiskati na tekstopisce. O albumu je govorila tudi s producenti, ki so ji svetovali, naj sodeluje s producenti singla »Naturally«, Antonino Armato in Timom Jamesom, ter z Dr. Lukeom. Navedla je glavne cilje, ki jih z albumom nameravajo doseči, med drugim tudi to, da bi ustvarili delo, s katerim bi se njihovi oboževalci lahko povezali: »Vse pesmi opisujejo stvari, ki smo jih dali skozi in to sem združila skupaj v eno delo.« Kasneje, v intervjuju z revijo Digital Spy, je dejala, da bodo singli z naslednjega albuma podobni največjim uspešnicam z albuma Kiss & Tell, a da se bosta albuma vseeno precej razlikovala.
Selena Gomez je dejala, da so album poimenovali po glavnem singlu, saj je to prva pesem, ki so jo posneli in da je želela, da bi cel album gradili na tem singlu. To je kasneje razložila z izjavo: »Mislim, tudi ko smo sestavljali seznam pesmi in ga oštevilčili, sem se prepričala, da bodo [oboževalci] CD lahko vstavili v avto ali na iPod ter pesem slišali tako, kot sem želela.« Selena Gomez je dejala tudi, da je večina pesmi posvečena oboževalcem, ki so jih tudi navdihnili: »Želim si, da bi jim lahko vrnila to, kar so oni dali meni.« Dejala je, da ima o »delu dober občutek« in da vključuje veliko dance in techno elementov. Pevka je povedala tudi, da si je želela ustvariti nekaj s »pomenom in melodijo ter močnejšim besedilom.« Dejala je tudi, da so se za album z več techno elementi odločili zaradi uspeha njihovega drugega singla z debitantskega albuma, »Naturally«: »Ko nastopam s pesmimi, ki jih obožujem, občutim določene reči, in ko grem nato v studio, imam boljši občutek glede tega, kaj si naši oboževalci želijo.«
Julija 2010 je Selena Gomez potrdila, da bo preko albuma izšla neizdana pesem Katy Perry, ki bo zapela tudi spremljevalne vokale pesmi. Razkrila je tudi naslova pesmi »A Year Without Rain« in »Intuition«. 17. avgusta 2010 je Selena Gomez razkrila tudi celoten seznam pesmi. Pevka do tedaj ni potrdila nobenih sodelovanj, a govorilo se je, da je Katy Perry napisala pesem »Rock God« in da bo pesem »Off the Chain« pravzaprav duet z Miley Cyrus. Poročali so tudi, da so posneli tudi duet z Demi Lovato, »The Beginning of the Road«, vendar slednji ni prišel na seznam pesmi; revija, ki je o tem poročala, ni imela ustreznega vira, in nazadnje so se govorice izkazale za neresnične. Demi Lovato je nekaj dni po pojavu govoric dejala, da ni posnela dueta s Seleno Gomez, vendar je dejala, da se zanimata za sodelovanje pri njenem prihajajočem R&B albumu.

## Sestava
Album vključuje dance-pop in elektropop elemente, združene z eurodance, reggae, disco, dancehall in R&B zvrstmi. Na večini pesmi so vokal Selene Gomez spremenili z auto-tuneom. Besedila pesmi govorijo o ljubezni, svobodi in veselju do življenja v tem trenutku. Tim Sendra s spletne strani Allmusic je napisal, da je bil njihov prejšnji album, Kiss & Tell, svetlejši in zabavnejši, ta album pa »ima resnejše besedilo in resnejšo glasbo.« Napisal je tudi, da je imel albumov predhodnik »retro pridih« in »veliko kitar«, ta album pa je »popoln odraz tega trenutka«, ki ga spremljajo auto-tune in vokali drugih glasbenikov.
Prva pesem z albuma, »Round & Round«, je pesem s hitrejšim tempom in velikim poudarkom na sintetizatorju, vključuje pa »elemente hitre elektronske glasbe«, refren pesmi »Summer's Not Hot« pa spominja na eurodance zvrst, značilno za skupino RedOne, ki je sodelovala pri pisanju slednje. Pesem »Spotlight« vključuje več dancehall zvrsti in po mnenju Mikaela Wooda iz revije Billboard nima značilnega napeva. Glavni singl z albuma, »A Year Without Rain«, je plesna balada z elementi disco glasbe, ki so jo nekateri kritiki opisali tudi kot »emo« pesem. Eric Bellinger je sodeloval pri pisanju pesmi »Intuition«, katere del je tudi odpel, Katy Perry pa je zapela spremljevalne vokale pesmi »Rock God«. Pesem »Ghost of You« je balada o razhajanju. Tudi zadnja pesem z albuma, »Live Like There's No Tomorrow«, je balada.

## Sprejem kritikov
Albumu so glasbeni kritiki dodeljevali v glavnem pozitivne ocene. Mikael Wood iz revije Billboard je napisal, da besedila pesmi govorijo o »standrdnih težavah najstniških pop tem«, kar je bil po njegovem mnenju napredek od njihovega prvega albuma, Kiss & Tell (2009), pa tudi produkcija naj bi bila veliko boljša kot pri prejšnjem albumu ter tako predstavljala še pomembnejšo vlogo kot besedila pesmi. Čeprav je večino pesmi z albuma opisala kot »preveč sproducirane«, predvsem dance-pop balade z albuma in menila, da se je Selena Gomez pri celotnem albumu samo skušala »izkopati« iz serije vokalnih učinkov, je Allison Stewart iz revije The Washington Post dejala, da je album vseeno napredek od »predomišljavega« prvenca Kiss & Tell. Seleno Gomez je označila za mlajšo različico Katy Perry, hkrati pa dodala še: »Disneyjeve princeske se pojavljajo vsakih petnajst minut, a le nekaj jih ima šarm, kakršnega ima Selena Gomez.« Bill Lamb iz revije About.com je v oceni albuma napisal: »Očitno je, da je glasbena skupina Selena Gomez and the Scene glasbeno napredovala v samo enem letu, od izida albuma Kiss and Tell ... V tem času so se potopili v bolj izpopolnjen dance-pop stil, ki se z lahkoto spremeni iz bleščečega glavnega singla zmernega tempa v klubske uspešnice s hitrejšim ritmom. Če mislite, da je Selena Gomez le Disneyjeva pop princeska s piškotki, je čas, da poslušate njeno glasbo in najbrž si boste premislili. Čeprav ni globok, je album A Year Without Rain soliden pop album, ob katerem uživamo.«

## Dosežki na lestvicah
Album A Year Without Rain je takoj ob izidu 17. septembra 2010 z 66.154 prodanimi izvodi debitiral na četrtem mestu lestvice Billboard 200 ter tako za las prekosil prejšnji album skupine Selena Gomez & the Scene, Kiss & Tell. V Združenem kraljestvu so album prodali v več kot 20.000 izvodih.

## Singli
Prvi singl z albuma, »Round & Round«, ki so ga napisali Kevin Rudolf iz skupine Cash Money, Andrew Bolooki in Jeff Halavacs, je izšel 22. junija 2010. Zasluge za pisanje so pripisali tudi Fefe Dobson. Glasbeni kritiki so singlu dodelili v glavnem pozitivne ocene, predvsem zaradi prijetne glasbe in napredovanja Selene Gomez. Pesem je debitirala na štiriindvajsetem mestu lestvice Billboard Hot 100 in pojavila se je tudi na lestvicah Pop Songs ter Hot Dance Club Play in na mnoge mednarodne lestvice. Videospot za pesem, ki so posneli v Budimpešti, Madžarska, prikazuje pa vse člane glasbene skupine kot skrivne vohune. Drugi in glavni singl z albuma, »A Year Without Rain«, ki ga je napisala Lindy Robbins, produciral pa Toby Gad, je izšel 7. septembra 2010. Debitiral je na petintridesetem mestu ameriške lestvice in sedemintridesetem mestu kanadske lestvice.

## Seznam verzij
| Standardna različica | Standardna različica                       | Standardna različica                                                   | Standardna različica      | Standardna različica |
| Št.                  | Naslov                                     | Pisec                                                                  | Producent(i)              | Dolžina              |
| -------------------- | ------------------------------------------ | ---------------------------------------------------------------------- | ------------------------- | -------------------- |
| 1.                   | „Round & Round‟                            | Kevin Rudolf, Andrew Bolooki, Fefe Dobson, Jeff Halavacs, Jacob Kasher | Rudolf, Bolooki, Halavacs | 3:06                 |
| 2.                   | „A Year Without Rain‟                      | Lindy Robbins, Toby Gad                                                | Gad                       | 3:54                 |
| 3.                   | „Rock God‟                                 | Katy Perry, Priese Prince LaMont Board, Victoria Jane Horn             | Rock Mafia                | 3:08                 |
| 4.                   | „Off the Chain‟                            | Tim James, Antonina Armato, Devrim Karaoglu                            | Rock Mafia                | 4:03                 |
| 5.                   | „Summer's Not Hot‟                         | Armato, James, Nadir Khayat                                            | Rock Mafia, RedOne        | 3:05                 |
| 6.                   | „Intuition‟ (skupaj z Ericom Bellingerjem) | Gad, Eric Bellinger, Robbins                                           | Gad                       | 2:59                 |
| 7.                   | „Spotlight‟                                | Peer Åström, Shelly Peiken, Adam Anders, Nikki Hassman                 | Åström, Anders            | 3:31                 |
| 8.                   | „Ghost of You‟                             | Peiken, Jonas Jeberg, Rasmus Seebach                                   | Jeberg                    | 3:23                 |
| 9.                   | „Sick of You‟                              | Matt Squire, Lucas Banker                                              | Squire                    | 3:23                 |
| 10.                  | „Live Like There's No Tomorrow‟            | Matt Bronleewe, Nicky Chinn, Andrew Fromm, Meghan Kabir                | Superspy                  | 4:07                 |

| Mednarodna različica z več pesmimi | Mednarodna različica z več pesmimi | Mednarodna različica z več pesmimi          | Mednarodna različica z več pesmimi | Mednarodna različica z več pesmimi |
| Št.                                | Naslov                             | Pisec                                       | {{{extra_column}}}                 | Dolžina                            |
| ---------------------------------- | ---------------------------------- | ------------------------------------------- | ---------------------------------- | ---------------------------------- |
| 3.                                 | „Naturally‟                        | Antonina Armato, Tim James, Devrím Karaoglu | Rock Mafia                         | 3:22                               |

| Britanska različica ASDA z več pesmimi | Britanska različica ASDA z več pesmimi                   | Britanska različica ASDA z več pesmimi |
| Št.                                    | Naslov                                                   | Dolžina                                |
| -------------------------------------- | -------------------------------------------------------- | -------------------------------------- |
| 12.                                    | „Round & Round‟ (Vokalni radijski remix Razorja & Guida) | 3:48                                   |
| 13.                                    | „Snemanje albuma Kiss & Tell‟                            | 15:00                                  |
| 14.                                    | „Posnetek sporočila Selene Gomez‟                        | 0:15                                   |

| Razširjena različica z več pesmimi | Razširjena različica z več pesmimi                                            | Razširjena različica z več pesmimi          | Razširjena različica z več pesmimi |
| Št.                                | Naslov                                                                        | Pisec                                       | Dolžina                            |
| ---------------------------------- | ----------------------------------------------------------------------------- | ------------------------------------------- | ---------------------------------- |
| 11.                                | „Round & Round‟ (Radijski remix Davea Audéa)                                  | Rudolf, Bolooki, Dobson, Halavacs, Kasher   | 3:33                               |
| 12.                                | „A Year Without Rain‟ (EK-jev klasični radijski remix)                        | Gad, Robbins                                | 4:05                               |
| 13.                                | „Un Año Sin Lluvia‟ (Različica pesmi »A Year Without Rain« v španskem jeziku) | Edgar Cortazar, Gad, Mark Portmann, Robbins | 3:30                               |

| iTunesova razširjena različica z več pesmimi | iTunesova razširjena različica z več pesmimi | iTunesova razširjena različica z več pesmimi |
| Št.                                          | Naslov                                       | Dolžina                                      |
| -------------------------------------------- | -------------------------------------------- | -------------------------------------------- |
| 14.                                          | „Round & Round‟ (Videospot)                  | 3:26                                         |
| 15.                                          | „A Year Without Rain‟ (Videospot)            | 3:29                                         |

| Razširjena različica DVD-ja | Razširjena različica DVD-ja                                     | Razširjena različica DVD-ja |
| Št.                         | Naslov                                                          | Dolžina                     |
| --------------------------- | --------------------------------------------------------------- | --------------------------- |
| 1.                          | „Dekle spozna svet‟ (Razširjena različica)                      | 36:50                       |
| 2.                          | „Dekle s filma‟ (Fotografije za kamerami)                       | 4:23                        |
| 3.                          | „Snemanje videospota pesmi »A Year Without Rain«‟ (Za kamerami) | 5:20                        |
| 4.                          | „Round & Round‟ (Videospot)                                     | 3:26                        |
| 5.                          | „Naturally‟ (Videospot)                                         | 3:13                        |

## Dosežki in certifikacije

### Dosežki
| Lestvica (2010)                           | Dosežek |
| ----------------------------------------- | ------- |
| Avstralija (ARIA)                         | 46      |
| Avstrija (Ö3 Austria Top 40)              | 19      |
| Belgija (Flandrija; Ultratop 50)          | 11      |
| Belgija (Valonija; Ultratop 40)           | 21      |
| Kanada (Canadian Albums Chart)            | 6       |
| Češka (IFPI)                              | 9       |
| Francija (SNEP)                           | 26      |
| Nemčija (Media Control Charts)            | 22      |
| Grčija (IFPI)                             | 10      |
| Madžarska (Mahasz)                        | 23      |
| Irska (IRMA)                              | 40      |
| Italija (FIMI)                            | 28      |
| Mehika (Top 100 Mexico)                   | 16      |
| Nizozemska (MegaCharts)                   | 51      |
| Nova Zelandija (RIANZ)                    | 24      |
| Poljska (OLIS)                            | 11      |
| Portugalska (Portuguese Albums Chart)     | 9       |
| Španija (Productores de Música de España) | 6       |
| Švica (Media Control Charts)              | 37      |
| Združeno kraljestvo (UK Albums Chart)     | 14      |
| Združene države Amerike (Billboard 200)   | 4       |

### Certifikacije
| Država                  | Certifikacije |
| ----------------------- | ------------- |
| Združene države Amerike | Zlata         |
| Brazilija               | Zlata         |
| Kanada                  | Zlata         |

### Dosežki ob koncu leta
| Lestvica (2010)                         | Dosežek |
| --------------------------------------- | ------- |
| Združene države Amerike (Billboard 200) | 144     |

## Zgodovina izidov
| Država                  | Datum              | Format    | Založba             |
| ----------------------- | ------------------ | --------- | ------------------- |
| Poljska                 | 17. september 2010 | CD        | Universal Music     |
| Kanada                  | 21. september 2010 | CD/CD+DVD | Universal Music     |
| Nemčija                 | 21. september 2010 | CD/CD+DVD | Universal Music     |
| Združene države Amerike | 21. september 2010 | CD/CD+DVD | Hollywood Records   |
| Avstralija              | 24. september 2010 | CD+DVD    | Universal Music     |
| Mehika                  | 24. september 2010 | CD+DVD    | Universal Music     |
| Velika Britanija        | 4. oktober 2010    | CD/CD+DVD | Fascination Records |
| Brazilija               | 15. oktober 2010   | CD/CD+DVD | Universal Music     |
| Indija                  | 29. oktober 2010   | CD/CD+DVD | Universal Music     |
| Japonska                | 26. januar 2011    | CD/CD+DVD | Avex International  |
| Kitajska in Tajska      | 28. januar 2011    | CD+DVD    | Universal Music     |